# 昆士兰狸藻
昆士兰狸藻（学名：Utricularia terrae-reginae）为狸藻属似多年生食虫植物。其种加词“terrae-reginae”来源于拉丁文“terra”和“regina”，意为“领地”和“女王”，指其澳大利亚昆士兰州。昆士兰狸藻为昆士兰约克角半岛的特有种，仅存在2个分布地。昆士兰狸藻陆生于浅水中的莎草间或低海拔的开阔白千层林中。1986年，彼得·泰勒最先发表了昆士兰狸藻的描述。

## 外部連結
维基共享资源上的相關多媒體資源：昆士兰狸藻
 維基物種上的相關：昆士兰狸藻